# 1989
Il 1989 (MCMLXXXIX in numeri romani) è un anno  del XX secolo.

## Eventi

### Gennaio
- 7 gennaio – Giappone: muore Hirohito, Akihito diventa Imperatore del Giappone.
- 15 gennaio – Praga: durante la commemorazione della morte di Jan Palach vengono arrestati centinaia di manifestanti, tra i quali anche Václav Havel.
- 24 gennaio – Giappone: scoppia lo scandalo Recruit, con ripercussioni sul governo Takeshita.
- 24 gennaio – Stati Uniti: viene giustiziato sulla sedia elettrica uno dei più spietati serial killer della storia americana, Ted Bundy, autore di almeno trenta omicidi compiuti ai danni di donne tra il 1974 e il 1978

### Febbraio
- 3 febbraio – Paraguay: un commando di militari mette fine alla dittatura di Alfredo Stroessner, al potere dal 1954.
- 8 febbraio – Isole Azzorre: un Boeing 707 partito da Orio al Serio con destinazione Santo Domingo si schianta contro una montagna in fase di atterraggio sull'isola Santa Maria: 144 morti (137 turisti italiani + 7 dell'equipaggio), nessun superstite.
- 12 febbraio – la spedizione italiana composta dai fratelli Castiglioni, Luigi Balbo, Giancarlo Negro e Manlio Sozzani scopre l'antico insediamento di Berenice Pancrisia.
- 14 febbraio – Iran: pronunciata da Khomeini la condanna a morte nei confronti dello scrittore Salman Rushdie, autore de I versi satanici.
- 15 febbraio – ritiro dell'esercito sovietico dall'Afghanistan

### Marzo
- 13 marzo – il documento "World Wide Web: Summary" viene presentato da Tim Berners-Lee. Con questa data si usa indicare la nascita del World Wide Web, il principale servizio Internet.
- 17 marzo – Pavia: crolla improvvisamente la torre civica in piazza Duomo. Si registrano 4 morti e 15 feriti.
- 24 marzo – Il naufragio della superpetroliera Exxon Valdez nel golfo dell'Alaska provoca una copiosa fuoriuscita di petrolio grezzo causando un disastro ecologico.
- 29 marzo – Pristina, in Kosovo, viene occupata dai carri armati.

### Aprile
- 9 aprile – Massacro di Tbilisi: una manifestazione anti-sovietica viene brutalmente repressa dall'Armata Rossa, causando 20 morti e centinaia di feriti.
- 15 aprile – Sheffield, Inghilterra: 96 persone muoiono schiacciate nella calca all'interno dello stadio di Hillsborough in occasione della partita di calcio di FA Cup tra Liverpool e Nottingham Forest.
- 17 aprile – Polonia: Solidarność viene riconosciuta ufficialmente.
- 18 aprile – Pechino: cominciano le proteste studentesche in Piazza Tienanmen.
- 21 aprile – inizia la commercializzazione della console portatile che sarà la più venduta al mondo: il Game Boy.
- 28 aprile – a quattro anni dalla strage dell'Heysel, arriva la sentenza di primo grado per 25 imputati: 14 sono condannati a 3 anni con la condizionale, assolti gli altri 11, l'UEFA e le autorità di Bruxelles.

### Maggio
- 2 maggio - Inizia lo smantellamento e rimozione delle barriere elettrificate distribuite lungo i 240 km di confine tra Ungheria e Austria.
- 6 maggio – la Jugoslavia vince l'Eurovision Song Contest ospitato a Losanna, Svizzera.
- 17 maggio – A Stoccarda il Napoli di Maradona vince la Coppa Uefa.
- 24 maggio – A Barcellona il Milan batte la Steaua Bucarest 4-0 e conquista la Coppa dei Campioni.

### Giugno
- 3 giugno – muore a Teheran l'Ayatollah Ruhollah Khomeyni dopo esser salito al potere nel '79 durante la Rivoluzione islamica.
- 4 giugno – Pechino: viene posta fine alla protesta degli studenti. Si contano innumerevoli vittime.
- 16 giugno – In Ungheria, con un funerale di Stato, viene solennemente riabilitato Imre Nagy.
- 18 giugno
  - La Birmania viene rinominata ufficialmente in Myanmar.
  - In Italia si tiene il primo e per oltre 30 anni unico referendum consultivo, sulla "trasformazione delle Comunità europee in una effettiva Unione"
- 19 giugno - Berlino: concerto di Michael Jackson nei pressi del lato ovest del muro; raduno di giovani sul versante est e conseguenti scontri con la polizia.
- 24 giugno- Cina: Jiang Zemin diventa Segretario del Partito comunista cinese in sostituzione di Zhao Ziyang.
- 30 giugno – Sudan: un colpo di Stato militare guidato dal colonnello Omar Hasan Ahmad al-Bashir rovescia il governo civile del Primo ministro Sadiq al-Mahdi.

### Luglio
- 15 luglio – Venezia: i Pink Floyd, orfani di Roger Waters, suonano su una chiatta trasformata in un palco, davanti a Piazza San Marco, in un concerto gratuito, davanti a una folla stimata di 200 000 persone.
- 28 luglio - Iran: Ali Akbar Hashemi Rafsanjani viene eletto a stragrande maggioranza nuovo presidente della Repubblica islamica. Nello stesso giorno un referendum approva modifiche alla Costituzione che aumentano i poteri del presidente.

### Agosto
- 18 agosto – Colombia: a Soacha, mentre si apprestava a salire sul palco per un comizio elettorale, viene assassinato dagli uomini al soldo di Pablo Escobar e altri narcotrafficanti Luis Carlos Galán, candidato del Partito Liberale Colombiano alle presidenziali del 1990 che si era proposto di combattere duramente il narcotraffico e far approvare la legge sull'estradizione.
- 19 agosto - Sopron: Picnic paneuropeo
- 20 agosto – Londra: sul Tamigi lo scontro tra la Draga Bowbelle e la nave da diporto Marchioness sulla quale è in corso di svolgimento una festa di compleanno con oltre cento invitati provoca la morte per annegamento di 51 persone.
- 23 agosto – due milioni di persone formano una catena umana che congiunge le tre capitali baltiche. La manifestazione si tiene il occasione dell'anniversario del Patto Molotov-Ribbentrop ed è finalizzata ad attirare l'attenzione internazionale sulle difficile condizioni economiche e sociali dei popoli baltici sotto l'occupazione sovietica.
- 24 agosto – Polonia: nasce una coalizione di governo formata da Solidarność ed altri due partiti.
- 25 agosto
  - Villa Literno: Assassinio a sfondo razziale di braccianti agricoli tra cui Jerry Essan Masslo, episodio che avrà grande impatto nell'opinione pubblica italiana sui diritti degli immigrati.
  - La Voyager 2 raggiunge Nettuno.

### Settembre
- 3 settembre - Panama: intervento militare statunitense con l'obiettivo dichiarato di arrestare Manuel Noriega.
- 10 settembre – Ungheria: apertura della frontiera con l'Austria, che crea così il primo varco nella cortina di ferro, lasciando passare chi fugge dalla DDR.
- 14 settembre – Sudafrica: apertura del nuovo presidente Frederik Willem de Klerk nei confronti dell'abolizione dell'apartheid.
- 30 settembre – Arabia Saudita: a Taif viene siglato un accordo che mette fine alla guerra civile libanese che insanguina il Paese dal 1975. Le principali conseguenze sono: il rapporto di potere tra cristiani e musulmani diventa di 1 a 1 (era di 6 a 5); i paesi arabi acconsentono all'ingresso delle truppe della Siria in Libano, che diventa di fatto un protettorato siriano

### Ottobre
- 17 ottobre – San Francisco: un terremoto provoca 64 morti e circa 200 feriti. 14 000 i senzatetto.

### Novembre
- 4 novembre – Germania dell'Est: viene concesso ai rifugiati nelle ambasciate della Germania Ovest di Praga e Varsavia di trasferirsi nella Repubblica Federale.
- 9 novembre – Berlino: cade simbolicamente e fisicamente il muro che divideva la città dal 1961.
- 10 novembre – Bulgaria il leader del Partito comunista Todor Živkov è costretto alle dimissioni da segretario generale; viene sostituito nella funzione da Petăr Mladenov.
- 16 novembre - El Salvador: sei gesuiti, tra cui Ignacio Ellacuria, rettore dell'Università Centroamericana di San Salvador vengono assassinati dal Battaglione Atlacatl.
- 17 novembre – Cecoslovacchia: inizio della Rivoluzione di Velluto
- 20 novembre – l'Assemblea generale delle Nazioni Unite approva la Convenzione internazionale sui diritti dell'infanzia, che entrerà in vigore il 2 settembre 1990.
- 27 novembre – Colombia: il narcotrafficante Pablo Escobar compie un attentato sul Volo Avianca 203

### Dicembre
- 1º dicembre – Città del Vaticano: Papa Giovanni Paolo II riceve la visita di Michail Gorbačëv.
- 7 dicembre – Unione Sovietica: l'articolo 6 della Costituzione sovietica, che definisce il ruolo del Partito comunista come guida della società, è abrogato.
- 20 dicembre – gli Stati Uniti invadono Panama.
- 21 dicembre – Romania: a Bucarest il presidente Nicolae Ceaușescu convoca un'assemblea del Partito Comunista Rumeno per condannare le proteste iniziate cinque giorni prima a Timisoara. Ma la piazza gli si volge contro ed inizia la rivolta nella capitale romena.
- 22 dicembre
  - Berlino: viene riaperta la Porta di Brandeburgo.
  - Romania: dopo una settimana di dimostrazioni sanguinose e la fuga di Ceausescu, Ion Iliescu diventa presidente della Romania, ponendo fine alla dittatura comunista.
- 25 dicembre – Romania: dopo violente manifestazioni e scontri di piazza, ed un sommario "processo lampo" di soli 55 minuti da parte di un tribunale militare improvvisato, esecuzione del presidente Nicolae Ceaușescu e della moglie Elena, trasmessa anche dalla televisione romena.
- 27 dicembre – in Romania viene adottata la bandiera senza lo stemma socialista.
- 29 dicembre
  - Ad Hong Kong scoppiano rivolte dopo che il governo decide di rimpatriare con la forza i rifugiati vietnamiti.
  - Václav Havel diventa Presidente della Cecoslovacchia.

## Nati
Ci sono circa 6 190 voci su persone nate nel 1989; vedi la pagina Nati nel 1989 per un elenco descrittivo o la categoria Nati nel 1989 per un indice alfabetico.

## Morti
Ci sono circa 1 330 voci su persone morte nel 1989; vedi la pagina Morti nel 1989 per un elenco descrittivo o la categoria Morti nel 1989 per un indice alfabetico.

## Calendario
| Calendario 1989 | Calendario 1989 | Calendario 1989 | Calendario 1989 | Calendario 1989 | Calendario 1989 | Calendario 1989 | Calendario 1989 | Calendario 1989 | Calendario 1989 | Calendario 1989 | Calendario 1989 | Calendario 1989 | Calendario 1989 | Calendario 1989 | Calendario 1989 | Calendario 1989 | Calendario 1989 | Calendario 1989 | Calendario 1989 | Calendario 1989 | Calendario 1989 | Calendario 1989 | Calendario 1989 | Calendario 1989 | Calendario 1989 | Calendario 1989 | Calendario 1989 | Calendario 1989 | Calendario 1989 | Calendario 1989 | Calendario 1989 | Calendario 1989 |
| --------------- | --------------- | --------------- | --------------- | --------------- | --------------- | --------------- | --------------- | --------------- | --------------- | --------------- | --------------- | --------------- | --------------- | --------------- | --------------- | --------------- | --------------- | --------------- | --------------- | --------------- | --------------- | --------------- | --------------- | --------------- | --------------- | --------------- | --------------- | --------------- | --------------- | --------------- | --------------- | --------------- |
|                 | 1               | 2               | 3               | 4               | 5               | 6               | 7               | 8               | 9               | 10              | 11              | 12              | 13              | 14              | 15              | 16              | 17              | 18              | 19              | 20              | 21              | 22              | 23              | 24              | 25              | 26              | 27              | 28              | 29              | 30              | 31              |                 |
| Gennaio         | Do              | Lu              | Ma              | Me              | Gi              | Ve              | Sa              | Do              | Lu              | Ma              | Me              | Gi              | Ve              | Sa              | Do              | Lu              | Ma              | Me              | Gi              | Ve              | Sa              | Do              | Lu              | Ma              | Me              | Gi              | Ve              | Sa              | Do              | Lu              | Ma              |                 |
| Febbraio        | Me              | Gi              | Ve              | Sa              | Do              | Lu              | Ma              | Me              | Gi              | Ve              | Sa              | Do              | Lu              | Ma              | Me              | Gi              | Ve              | Sa              | Do              | Lu              | Ma              | Me              | Gi              | Ve              | Sa              | Do              | Lu              | Ma              |                 |                 |                 |                 |
| Marzo           | Me              | Gi              | Ve              | Sa              | Do              | Lu              | Ma              | Me              | Gi              | Ve              | Sa              | Do              | Lu              | Ma              | Me              | Gi              | Ve              | Sa              | Do              | Lu              | Ma              | Me              | Gi              | Ve              | Sa              | Do              | Lu              | Ma              | Me              | Gi              | Ve              |                 |
| Aprile          | Sa              | Do              | Lu              | Ma              | Me              | Gi              | Ve              | Sa              | Do              | Lu              | Ma              | Me              | Gi              | Ve              | Sa              | Do              | Lu              | Ma              | Me              | Gi              | Ve              | Sa              | Do              | Lu              | Ma              | Me              | Gi              | Ve              | Sa              | Do              |                 |                 |
| Maggio          | Lu              | Ma              | Me              | Gi              | Ve              | Sa              | Do              | Lu              | Ma              | Me              | Gi              | Ve              | Sa              | Do              | Lu              | Ma              | Me              | Gi              | Ve              | Sa              | Do              | Lu              | Ma              | Me              | Gi              | Ve              | Sa              | Do              | Lu              | Ma              | Me              |                 |
| Giugno          | Gi              | Ve              | Sa              | Do              | Lu              | Ma              | Me              | Gi              | Ve              | Sa              | Do              | Lu              | Ma              | Me              | Gi              | Ve              | Sa              | Do              | Lu              | Ma              | Me              | Gi              | Ve              | Sa              | Do              | Lu              | Ma              | Me              | Gi              | Ve              |                 |                 |
| Luglio          | Sa              | Do              | Lu              | Ma              | Me              | Gi              | Ve              | Sa              | Do              | Lu              | Ma              | Me              | Gi              | Ve              | Sa              | Do              | Lu              | Ma              | Me              | Gi              | Ve              | Sa              | Do              | Lu              | Ma              | Me              | Gi              | Ve              | Sa              | Do              | Lu              |                 |
| Agosto          | Ma              | Me              | Gi              | Ve              | Sa              | Do              | Lu              | Ma              | Me              | Gi              | Ve              | Sa              | Do              | Lu              | Ma              | Me              | Gi              | Ve              | Sa              | Do              | Lu              | Ma              | Me              | Gi              | Ve              | Sa              | Do              | Lu              | Ma              | Me              | Gi              |                 |
| Settembre       | Ve              | Sa              | Do              | Lu              | Ma              | Me              | Gi              | Ve              | Sa              | Do              | Lu              | Ma              | Me              | Gi              | Ve              | Sa              | Do              | Lu              | Ma              | Me              | Gi              | Ve              | Sa              | Do              | Lu              | Ma              | Me              | Gi              | Ve              | Sa              |                 |                 |
| Ottobre         | Do              | Lu              | Ma              | Me              | Gi              | Ve              | Sa              | Do              | Lu              | Ma              | Me              | Gi              | Ve              | Sa              | Do              | Lu              | Ma              | Me              | Gi              | Ve              | Sa              | Do              | Lu              | Ma              | Me              | Gi              | Ve              | Sa              | Do              | Lu              | Ma              |                 |
| Novembre        | Me              | Gi              | Ve              | Sa              | Do              | Lu              | Ma              | Me              | Gi              | Ve              | Sa              | Do              | Lu              | Ma              | Me              | Gi              | Ve              | Sa              | Do              | Lu              | Ma              | Me              | Gi              | Ve              | Sa              | Do              | Lu              | Ma              | Me              | Gi              |                 |                 |
| Dicembre        | Ve              | Sa              | Do              | Lu              | Ma              | Me              | Gi              | Ve              | Sa              | Do              | Lu              | Ma              | Me              | Gi              | Ve              | Sa              | Do              | Lu              | Ma              | Me              | Gi              | Ve              | Sa              | Do              | Lu              | Ma              | Me              | Gi              | Ve              | Sa              | Do              |                 |

## Premi Nobel
- per la Pace: Dalai Lama Tenzin Gyatso
- per la Letteratura: Camilo José Cela
- per la Medicina: John Michael Bishop, Harold E. Varmus
- per la Fisica: Hans G. Dehmelt, Wolfgang Paul, Norman F. Ramsey
- per la Chimica: Sidney Altman, Thomas R. Cech
- per l'Economia: Trygve Haavelmo